# Hymn (canción)
«Hymn» es una canción de la cantante estadounidense Kesha, de su tercer álbum de estudio, Rainbow. Fue lanzada como sencillo promocional el 3 de agosto de 2017. «Hymn» contiene referencias a aquellos que sienten que no pertenecen, como aquellos que no tienen religión. La canción originalmente se titulaba «Hymn for the Hymnless».

## Videoclip
El video musical de la canción fue lanzado el 31 de mayo de 2018. Al lanzar el video, Kesha declaró que, aunque había estado guardando el video por un tiempo, conocer a Cristina Jiménez de United We Dream la había inspirado a lanzarlo y dedicar la canción al programa de la organización «Deferred Action for Childhood Arrivals (DACA)».
En el video, se ve a Kesha viajando en el asiento trasero de un automóvil autónomo en una carretera aparentemente desierta. Canta la letra de "Hymn" y mira hacia el cielo, mostrando que está anocheciendo. El auto se detiene frente a un grupo de personas, que previamente se mostraron individualmente, que miran hacia arriba a una nave espacial que se acerca. Después de que Kesha sale del auto para unirse a ellos, el OVNI abduce su auto e intenta abducir a la multitud debajo de él, sin éxito. Finalmente, la nave espacial despega y una Kesha despreocupada camina por la carretera, ahora sin auto.

## Listas
| Listas (2017)                          | Peak |
| -------------------------------------- | ---- |
| New Zealand Heatseekers (RMNZ)         | 6    |
| Escocia (Scottish Singles Sales Chart) | 88   |